# Idephrynus
Idephrynus es un género de escarabajos longicornios de la tribu Acanthocinini que contiene una sola especie, Idephrynus scaber. La especie fue descrita por Bates en 1881.
Se distribuye por México. Mide aproximadamente 9 milímetros de longitud.